# Skaldowie (album)
Skaldowie – pierwszy album zespołu Skaldowie, wydany w 1967 roku, oznaczony nr katalogowym: LP XL 0393 Pronit 1967.

## Lista utworów
| 1.  | "Jutro odnajdę ciebie" (A.Zieliński, L.A.Moczulski)          | 2:52  |
|     |                                                              |       |
| 2.  | "Weź mnie ze sobą" (A.Sławiński, A.Osiecka)                  | 2:34  |
|     |                                                              |       |
| 3.  | "Nocne tramwaje" (A.Zieliński, L.A.Moczulski)                | 3:09  |
|     |                                                              |       |
| 4.  | "Uciekaj, uciekaj" (A.Zieliński, L.A.Moczulski)              | 3:03  |
|     |                                                              |       |
| 5.  | "Kochajcie Bacha dziewczęta" (A.Zieliński, L.A.Moczulski)    | 3:22  |
|     |                                                              |       |
| 6.  | "Wieczorna opowieść" (F.Naglicki, J.Fasiński)                | 2:49  |
|     |                                                              |       |
| 7.  | "Jarmark" (A.Zieliński, L.A.Moczulski)                       | 1:51  |
|     |                                                              |       |
| 8.  | "Pamiętasz niebo nad Hiszpanią" (A.Zieliński, L.A.Moczulski) | 4:41  |
|     |                                                              |       |
| 9.  | "Zabrońcie kwitnąć kwiatom" (A.Zieliński, L.A.Moczulski)     | 3:39  |
|     |                                                              |       |
| 10. | "Pamiętasz jak mi powiedziałaś" (A.Zieliński, A.Zieliński)   | 3:19  |
|     |                                                              |       |
| 11. | "Między nami morze" (A.Zieliński, L.A.Moczulski)             | 3:13  |
|     |                                                              |       |
| 12. | "Byle nie o miłości" (A.Sławiński, A.Osiecka)                | 2:30  |
|     |                                                              |       |
| 13. | "Moja czarownica" (A.Zieliński, W.Dymny)                     | 2:47  |
|     |                                                              |       |
|     |                                                              | 39:49 |
|     |                                                              |       |
Źródło: Skaldowie.
Realizacja nagrań odbyła się 16 sierpnia i 28 listopada 1966, 11 stycznia oraz 23 lutego 1967. Reedycja: SX 2324 Muza 1986. Wydanie CD: 830988505-2 Polskie Nagrania i Yesterday 2000. Wznowienie CD: 830988028-2 Polskie Nagrania i Yesterday 2002. Projekt graficzny i zdjęcia: M. Karewicz.

## Skład zespołu
- Andrzej Zieliński – fortepian, organy Farfisa, śpiew (1-13)
- Jacek Zieliński – skrzypce, trąbka, śpiew (1-13)
- Zygmunt Kaczmarski – gitara (1, 3, 4, 6, 7, 9, 10, 13), skrzypce (4), śpiew
- Janusz Kaczmarski – gitara (1, 3, 4, 6, 7, 9, 10, 13)
- Marek Jamrozy – gitara (2, 5, 8, 11, 12), śpiew
- Feliks Naglicki – gitara basowa (1, 3, 4, 6, 7, 10, 13), gitara (2, 12), śpiew
- Tadeusz Gogosz – gitara basowa (2, 5, 8, 11, 12)
- Jerzy Fasiński – perkusja (1, 6, 7, 13)
- Jan Budziaszek – perkusja (2-5, 8-12)

oraz:
- Hanna Konieczna – śpiew (2)
- Franciszek Zieliński – wiolonczela (4)

Źródło: Skaldowie.